# Евстатије Аргир (генерал под царем Лавом VI)
Евстатије Аргир (умро 910) је био византијски аристократа и један од најистакнутијих генерала под царем Лавом VI Мудрим (р. 886–912). Први члан породице Аргир који се уздигао на високе положаје, борио се са одличјем против Арапа на истоку, пре него што је осрамоћен око 907, вероватно у вези са бекством Андроника Дуке код Арапа. Убрзо након тога рехабилитован, постављен је за стратега Харсијанона, са те функције је надгледао насељавање јерменских господара као марш-чувари дуж источне границе Царства. Унапређен у команданта царске гарде крајем 908. године, убрзо је поново пао у немилост и умро од отрова (очигледно самоубиства) на путу до својих имања.

## Живот
Евстатије Аргир је био син турмарха Лава Аргира, оснивача племићке породице Аргир .  
Ништа се не зна о његовом животу или пре почетка 10. века, иако је можда био у царској служби већ 866. године, када је човек истог имена забележен као протостратор цезара Варде у вези са убиством потоњег. 21. априла.    Византијски историчари хвале Евстатија Аргира као интелигентног, храброг, разборитог и праведног човека и сматрају га, заједно са Андроником Дуком, најбољим од генерала цара Лава VI.   Историчари Жан-Клод Шејнет и Жан-Франсоа Ваније, стручњаци за византијску просопографију, сматрају га „правим оснивачем породичне славе“. 
Иако се понекад поистовећује са адмиралом активним у  902–904 (види доле ), његов живот је поуздано посведочен тек после 904.   У то време, очигледно после низа — непознатих — војних команди, Евстатије је достигао, према Теофанoвом Настављачу, чин патрикиос и хипостратегос Анатоличке теме . О значају појма „хипостратегос“ се расправљало; обично би то означавало другог команданта стратега или војног гувернера неке теме, али Ваниер је сугерисао да је због његове високе титуле патрикиоса Аргир заправо био стратег .    Теофанов Настављач даље велича Аргира и помиње да је постигао неколико успеха против Арапа на истоку, што се највероватније односи на велику победу Византије над Арапима из Тарса и Мопсуестије код Германикеје у децембру 904. под општом командом Андроника Дуке.   Затим је пао у немилост и био је прогнан. Иако се не нуде детаљи или разлози за његово изгнанство, савремени научници су ово протумачили као повезано са неуспелом побуном и бекством Андроника Дуке Арапима 906–907. Евстатије је убрзо потом рехабилитован; ако је његова срамота заиста била повезана са бекством Андроника Дуке, то се догодило вероватно 907/8. године, када је Андроников син Константин побегао из свог арапског изгнанства и вратио се у Цариград, где га је цар Лав VI помиловао.   
Евстатије је тада именован за стратега граничне теме Харсијанона, положај који је био знатно инфериорнији у рангу у односу на ону код Анатолика коју је раније имао.  Породица Аргир је, међутим, имала јаке везе са Харсијаноном, одакле је потицала.  Тамо је добио повратак у царску службу бројних јерменских племћа, Мелијаса, три брата Басакија, Кригорикија и Пазуна и Исмаила, који су постављени као стражари дуж источне границе Царства.    Од њих, Мелијас ће посебно постати оснивач теме Ликандоса и један од главних византијских вођа у ратовима против Арапа у наредних 30 година. 
Крајем 908. године Евстатије Аргир је унапређен у чин магистра — највише судско достојанство за некога ко није члан царске породице — и на место Друнгарија страже, односно команданта царске гарде, и замењен је као стратег Харсијанона. од стране Константина Дуке.   Отприлике годину дана касније, поново је пао под Лавову сумњу, и наређено му је да се врати на имања своје породице у Харсијанону. Опет је разлог непознат; можда је, према Чејнету и Ванијеру, то био резултат непоузданости јерменских господара које је примио у Царство, а који су често прелазили Арапима.   На путу је умро након што је узео отров од стране једног од његових слугу и сахрањен је на Спинину, врху планине Аран.    Док је историчарка Ромили Џејмс Хилд Џенкинс сугерисала да је Аргирово тровање извршено преко агента моћног и сплеткарског дворског евнуха Самонаса, вероватније је да је то било самоубиство.  Његова два сина, Потос и Лав, који су служили у палати као манглабити (лични цареви телохранитељи), договорили су да се тело њиховог оца пренесе на сахрану у манастир Свете Јелисавете у округу Харсијанон, који је основао Евстатијев отац.   

## Породица
Евстатијеви синови Потос и Лав ће наставити да држе више војне команде, укључујући и место Доместик Схола (главног команданта).   Други син, Роман, познат је само по његовом учешћу у бици код Ахилеја 917.  Лав Аргир се оженио ћерком цара Романа I Лакапина (р. 920–944), и вероватно је био деда или прадеда цара Романа III Аргира (р. 1028–1034). 

## Идентитет
Неки савремени научници као што су РЈХ Џенкинс ( „Лет“ Самонас ), РХ Долеи ( Лорд високи адмирал Еустатиос Аргирос и издаја Таормине афричким Арапима 902 ) и Екехард Еикхоф ( Секриег унд Сеполитик звисцхен Ислам унд Еубендстат ) сматрају да је Аргир  био идентичан са савременим адмиралом Еустатијем, активним у годинама пре 904. године, углавном због референци историчара из 11. века Јована Скилице да је Аргир наставио каријеру у војсци као и у флоти. Ову идентификацију одбацују други научници попут Ј.-Ф. Ваније ( Фамиллес бизантинес: лес Аргирои (ИКСе–XIIе сиецлес) ) и Р. Гиланд ( Рецхерцхес сур лес Институтес бизантинес ). Штавише, адмирал се у неким савременим делима који га разликују од генерала добија презиме „Аргир“, док други то презиме у потпуности одбацују. Према Просопограпхие дер миттелбизантинисцхен Зеит, „више се не може донети коначна одлука“, а главни аргумент за то да су то две различите особе је некомпатибилност њихових каријера: адмирал Евстатије је такође доживео бурну каријеру са оптужбама за издају, рехабилитацију, и обновљена срамота, и тешко да би таквом човеку поново била поверена висока места. 